# Mumadivaripalli, Bagepalli
Mumadivaripalli là một làng thuộc tehsil Bagepalli, huyện Chikkaballapur, bang Karnataka, Ấn Độ.